# Heinrich Füth
Heinrich Clemens Füth (* 11. Januar 1868 in Werden; † 21. August 1951 in Köln) war ein deutscher Mediziner und Gynäkologe.

## Werdegang
Heinrich Füth studierte an der Rheinischen Friedrich-Wilhelms-Universität Bonn Medizin, wurde 1891 in Bonn promoviert, 1892 Assistent am Pathologischen Institut in Bonn und wechselte danach an die Universitäts-Frauenklinik in Kiel. Im Jahr 1897 wurde er unter Max Sänger Assistenzarzt an der Frauenheilanstalt in Leipzig, habilitierte sich 1901 an der Universität Leipzig, wurde 1906 Professor an der Medizinischen Akademie in Köln und 1919 ordentlicher Professor an der Universität Köln. Später wurde er Direktor der Kölner Universitätsfrauenklinik.
Im Ersten Weltkrieg leitete er 1915 und 1916 als Stabsarzt die Gas-Ausbildungskurse für Sanitätsoffiziere in Leverkusen.
Heinrich Füth wurde 1926 als Mitglied in die Deutsche Akademie der Naturforscher Leopoldina aufgenommen.
Am 30. September 1932 wurde er krankheitsbedingt mit 64 Jahren emeritiert. Sein Nachfolger als Direktor der Kölner Universitätsfrauenklinik wurde 1934 nach zweijähriger Suche Hans Naujoks.

## Leben
Nach seiner Emeritierung heiratete Füth 1935 Susanna Trimborn verwitwete Frank (1895–1995), Tochter des Architekten Max Trimborn. Im Alter von 68 Jahren wurde er Vater der Tochter Anette (1936–2024). Die Familiengrabstätte befindet sich auf dem Kölner Melaten-Friedhof.

## Schriften
- Ueber das Verhalten des Harns nach grossen Thymoldosen. Inaugural-Dissertation, Hauptmann, Bonn 1891
- Medianer Gefrierschnitt durch den Rumpf einer in der Eröffnungsperiode an Eklampsie gestorbenen Erstgebärenden mit Zwillingen. Bergmann, Wiesbaden 1918